# 東江軍
東江軍為毛文龍於天啟元年（1621年）春率領200死士收復遼東東江地區後所創立的軍隊。
此部隊於天啟元年 ( 1621年 )到崇禎二年（1629年）共收付領土數千里，先後於天啟年間收復長山島、廣鹿島、石城島、鹿島、雙山、寬甸、湯站、險山、靉陽、金州、旅順、復州、和永寧。
從天啟元年 ( 1621年 )到崇禎二年（1629年）被袁崇煥冤殺短短8年間，東江軍從200人的游擊部隊成長到軍民20多萬，並且為當時少數能和後金正面對抗的部隊，毛文龍功不可沒。
雖為朝廷軍隊但實質上可視為毛文龍之親軍，這點從先前年年大捷到被殺害後迅速退出歷史舞台可看出。